# Адам Мак-Кей
Адам Мак-Кей (англ. Adam McKay; 17 квітня 1968) — американський режисер, продюсер, сценарист і актор.

## Біографія
Адам Мак-Кей народився 17 квітня 1968 року в місті Філадельфія, штат Пенсільванія. Закінчив середню школу Great Valley в Малверні, потім навчався в Університеті штату Пенсильванія та Темплському університеті. Був одним із засновників комедійної трупи Upright Citizens Brigade.

## Кар'єра
У 2000 році зробив кілька короткометражних фільмів для телешоу «Суботнього вечора у прямому ефірі». У 2004 році зняв свій перший повнометражний художній фільм «Телеведучий: Легенда про Рона Борґанді», сценарій до якого Мак-Кей написав у співавторстві з Віллом Ферреллом. Також відомий за такими фільмами, як «Зведені брати» (2008), «Копи на підхваті» (2010), «Холостячки» (2012), «Телеведучий: Легенда продовжується» (2013), «Людина-мураха» (2015).

## Особисте життя
Адам Мак-Кей у 1999 році одружився з Широю Півен, вони мають двох дочок, Лілі Роуз і Перл.

## Фільмографія

### Режисер, продюсер, сценарист
| Рік       |     | Українська назва                                    | Оригінальна назва                                     | Роль                         |
| --------- | --- | --------------------------------------------------- | ----------------------------------------------------- | ---------------------------- |
| 1995—2013 | с   | Суботнього вечора у прямому ефірі                   | Saturday Night Live                                   | режисер, сценарист           |
| 2004      | ф   | Телеведучий: Легенда про Рона Борґанді              | Anchorman: The Legend of Ron Burgundy                 | режисер, сценарист           |
| 2004      | в   | Прокиньтеся, Рон Бургунді: Втрачений фільм          | Wake Up, Ron Burgundy: The Lost Movie                 | режисер, сценарист           |
| 2005      | тф  |                                                     | Earth to America                                      | сценарист                    |
| 2006      | в   |                                                     | Saturday Night Live: The Best of Saturday TV Funhouse | сценарист                    |
| 2006      | ф   | Рікі Боббі: Король дороги                           | Talladega Nights: The Ballad of Ricky Bobby           | режисер, продюсер, сценарист |
| 2007      | кф  | Порядок                                             | The Procedure                                         | режисер, продюсер, сценарист |
| 2007      | кф  | Хороший поліцейський, дитячий поліцейський          | Good Cop, Baby Cop                                    | режисер, продюсер, сценарист |
| 2007      | кф  | Землевласник                                        | The Landlord                                          | режисер, продюсер, сценарист |
| 2007      | док |                                                     | Saturday Night Live in the '90s: Pop Culture Nation   | сценарист                    |
| 2008      | с   |                                                     | Saturday Night Live: Weekend Update Thursday          | сценарист                    |
| 2008      | ф   | Зведені брати                                       | Step Brothers                                         | режисер, продюсер, сценарист |
| 2008      | кф  | Періс Гілтон реагує на оголошення Маккейна          | Paris Hilton Responds to McCain Ad                    | продюсер, сценарист          |
| 2008      | кф  | Зелена команда                                      | Green Team                                            | режисер, продюсер, сценарист |
| 2008      | кф  |                                                     | Prop 8: The Musical                                   | продюсер                     |
| 2008      | кф  | Виклик Рона Говарда до дії                          | Ron Howard's Call to Action                           | продюсер, сценарист          |
| 2009      | кф  |                                                     | A Gaythering Storm                                    | продюсер                     |
| 2009—2013 | с   | На дні                                              | Eastbound & Down                                      | режисер, продюсер            |
| 2009      | ф   | Загублений світ                                     | Land of the Lost                                      | продюсер                     |
| 2009      | ф   | Продавець                                           | The Goods: Live Hard, Sell Hard                       | продюсер                     |
| 2010      | ф   | Удар по невинності                                  | The Virginity Hit                                     | продюсер                     |
| 2010      | ф   | Копи на підхваті                                    | The Other Guys                                        | режисер, продюсер, сценарист |
| 2010      | с   | Брати Карпет                                        | Carpet Bros                                           | продюсер                     |
| 2010—2013 | с   | П'яна історія                                       | Drunk History                                         | продюсер                     |
| 2010      | с   | Велике Озеро                                        | Big Lake                                              | продюсер                     |
| 2010—2011 | с   | Між двома папоротями із Заком Галіфіанакісос        | Between Two Ferns with Zach Galifianakis              | продюсер                     |
| 2010—2011 | с   | Телеканал «Гори у Пеклі»                            | Funny or Die Presents...                              | продюсер, сценарист          |
| 2010      | кф  | Еволюція Алісси Мілано: Берег Джерсі                | Alyssa Milano's Evolution: Jersey Shore               | продюсер                     |
| 2010      | кф  | Президентське возз'єднання                          | Presidential Reunion                                  | сценарист                    |
| 2010      | кф  | Копи на підхваті                                    | The Other Guys NYPD Recruitment Video                 | продюсер, сценарист          |
| 2010      | кф  | Сутенери не плачуть                                 | Pimps Don't Cry                                       | сценарист                    |
| 2011      | кф  |                                                     | How to Be Suave: Mom Edition                          | сценарист                    |
| 2011      | кф  |                                                     | How to be Suave: Dating Edition                       | сценарист                    |
| 2011      | кф  |                                                     | How to be Suave: Dad Edition                          | сценарист                    |
| 2011      | кф  |                                                     | A Public Statement from Anthony Weiner's Penis        | сценарист                    |
| 2011      | кф  | Кенні Пауерс: Чумовий виконавчий директор «K-Swiss» | Kenny Powers: The K-Swiss MFCEO                       | режисер                      |
| 2011      | кф  | Щоденник Брікс Новакс                               | Brick Novax's Diary                                   | продюсер                     |
| 2011      | ф   | Повністю навантажений                               | Fully Loaded                                          | продюсер                     |
| 2012      | ф   | Фільм на мільярд доларів Тіма та Еріка              | Tim and Eric's Billion Dollar Movie                   | продюсер                     |
| 2012      | ф   | Холостячки                                          | Bachelorette                                          | продюсер                     |
| 2012      | ф   | У будинку батька                                    | Casa de mi Padre                                      | продюсер                     |
| 2012      | ф   | Диктатор                                            | The Dictator                                          | продюсер                     |
| 2012      | ф   | Брудна кампанія за чесні вибори                     | The Campaign                                          | продюсер, сценарист          |
| 2012      | с   |                                                     | hunt9100                                              | сценарист                    |
| 2012      | док | Звір і Ангел                                        | The Beast and the Angel                               | продюсер                     |
| 2013      | док |                                                     | Lifecasters                                           | режисер                      |
| 2013      | тф  | Допомога                                            | Assistance                                            | продюсер                     |
| 2013      | ф   | Мисливці за відьмами                                | Hansel and Gretel: Witch Hunters                      | продюсер                     |
| 2013      | ф   | Телеведучий: Легенда продовжується                  | Anchorman 2: The Legend Continues                     | режисер, продюсер, сценарист |
| 2014      | ф   | Теммі                                               | Tammy                                                 | продюсер                     |
| 2014      | ф   | Ласкаво просимо до мене                             | Welcome to Me                                         | продюсер                     |
| 2014      | тф  |                                                     | Saturday Night Live: Best of This Season              | сценарист                    |
| 2014      | кф  | Поліцейські: Фергюсон                               | Cops: Ferguson                                        | сценарист                    |
| 2014      | с   | Трофеї Вавилона                                     | The Spoils of Babylon                                 | продюсер                     |
| 2014      | с   | Погана суддя                                        | Bad Judge                                             | продюсер                     |
| 2014      | док |                                                     | The Yes Men Are Revolting                             | продюсер                     |
| 2014      | тф  | Управління польотом                                 | Mission Control                                       | продюсер                     |
| 2015      | тф  | Фатальне усиновлення                                | A Deadly Adoption                                     | продюсер                     |
| 2015      | с   | Трофеї перед смертю                                 | The Spoils Before Dying                               | продюсер                     |
| 2015      | док |                                                     | Undroppable                                           | продюсер                     |
| 2015      | док | Назад у наше майбутнє                               | Back to Our Future                                    | продюсер                     |
| 2015      | ф   |                                                     | Get Hard                                              | продюсер, сценарист          |
| 2015      | ф   | Людина-мураха                                       | Ant-Man                                               | сценарист                    |
| 2015      | ф   | Спати з іншими людьми                               | Sleeping with Other People                            | продюсер                     |
| 2015      | ф   | Хто в домі тато                                     | Daddy's Home                                          | продюсер                     |
| 2016      | ф   | Брати з Ґрімзбі                                     | Grimsby                                               | виконавчий продюсер          |
| 2016      | ф   | Мішель Дарнелл                                      | The Boss                                              | продюсер                     |
| 2016      | ф   | Гра на пониження                                    | The Big Short                                         | режисер, сценарист           |
| 2018      | ф   | Влада                                               | Vice                                                  | режисер, сценарист, продюсер |
| 2019      | ф   | Стриптизерки                                        | Hustlers                                              | продюсер                     |
| 2021      | ф   | Не дивіться вгору                                   | Don't Look Up                                         | режисер, сценарист, продюсер |
| 2022      | ф   | Меню                                                | The Menu                                              | продюсер                     |

### Актор
| Рік       |    | Українська назва                           | Оригінальна назва                           | Роль                    |
| --------- | -- | ------------------------------------------ | ------------------------------------------- | ----------------------- |
| 1995—2001 | с  | Суботнього вечора у прямому ефірі          | Saturday Night Live                         | різні ролі              |
| 2002      | с  |                                            | Reel Comedy                                 | роль                    |
| 2002      | в  | Бог ненавидить мультфільми                 | God Hates Cartoons                          | дядя Габбі              |
| 2003      | ф  | Фелисия і Великий Квебек                   | Felicia and the Great Quebec                | Великий Дік Кеш         |
| 2003      | ф  | Напористий Том                             | Pushing Tom                                 | Босс                    |
| 2004      | ф  | Телеведучий: Легенда про Рона Борґанді     | Anchorman: The Legend of Ron Burgundy       | зберігач                |
| 2004      | в  | Прокиньтеся, Рон Бургунді: Втрачений фільм | Wake Up, Ron Burgundy: The Lost Movie       | зберігач                |
| 2004      | с  | Коли експедиції не вдаються                | Expeditions to the Edge                     | роль                    |
| 2006      | ф  | Ріккі Боббі: Король дороги                 | Talladega Nights: The Ballad of Ricky Bobby | Террі Чевокс            |
| 2007      | кф | Хороший поліцейський, дитячий поліцейський | Good Cop, Baby Cop                          | поліцейський            |
| 2007      | кф | Землевласник                               | The Landlord                                | друг                    |
| 2007      | в  | Зникла дівчина                             | Girl Missing                                | детектив «Саллі» ЛаСаль |
| 2007      | с  | Хулігани                                   | Human Giant                                 | Алан Гаркетт            |
| 2008      | ф  | Зведені брати                              | Step Brothers                               | людина без окулярів     |
| 2008      | кф | Зелена команда                             | Green Team                                  | Ерін Гроссамер          |
| 2009      | кф |                                            | The Smallest Co%k in Porn                   |                         |
| 2010      | ф  | Копи на підхваті                           | The Other Guys                              | Брудний Майк            |